# Bognár Elek
Bognár Elek Jenő (Budapest, 1904. április 23. – Budapest, 1985. július 21.) magyar színész, egyetemi tanár, beszédtanár.

## Életpályája
Szülei: dr. Bognár Elek Károly (1876–1942) és Arany Margit (1881–1964) voltak. Közgazdásznak tanult, 1926-ban diplomázott, majd a Színművészeti Akadémián is diplomát szerzett 1929-ben. Kezdetben vidéken szerepelt (1929–1930: Szeged, 1930–1931: Pécs), majd 1932-től budapesti színházak komikus karakterszínésze volt. 1932–1933 között a Belvárosi Színház színművésze volt. 1933–1934 között Kamara Színház tagja volt. Az 1940-es években magán színiiskolája volt. 1945 után a Budapesti Műszaki Egyetem és a Hittudományi Akadémia tanára volt.
Beszédtechnikát is tanított, műszaki értelmiségieket oktatott az előadás művészetére.

## Magánélete
1938. június 12-én Budapesten házasságot kötött Hofbauer Stefániával.
Sírja a Farkasréti temetőben található.

## Színházi szerepei
- Vörösmarty Mihály: Csongor és Tünde....Csongor
- Molnár Ferenc: A hattyú....Arzén
- Gáspár Margit: Rendkívüli kiadás....Gabi
- Orbók Attila: Nem válok el....Bandi
- Zalai Szalay László: Szuhay....Miklós

## Filmjei
- Halló! Halló! (1940)
- Lesz, ami lesz! (1941)
- Életre ítéltek! (1941)
- Szeptember végén (1942)
- Negyedíziglen (1942)
- Jelmezbál (1942)
- Üzenet a Volga-partról (1942)
- Házassággal kezdődik (1942–1943)
- Féltékenység (1943)

## Művei
- A szónoklás és az előadás művészete. Márton Lajos rajzaival (Budapest, 1940, 1944)
- A szavalás, színjátszás és rendezés művészete. Márton Lajos rajzaival (Budapest, 1947)
- Előadásmód és beszédtechnika a műszaki gyakorlatban (Budapest, 1965, 1967, 1969, 1972)
- A beszédkészség szerepe a vezetésben. Vezetési ismeretek (Budapest, 1967)
- Beszédkötelezettségek a műszaki életben (Budapest, 1969, 1970, 1972, 1973, 1976)
- Emberi kapcsolatok megteremtése a munkahelyen (Budapest, 1971, 1972, 1974, 1983)
- Műszakiak magatartása (Budapest, 1973, 1977, 1983, 1986)
- A szónoki magatartás. (Szónokok, előadók kézikönyve (összeállította: Deme László) Budapest, 1974, 1975)
- Beszéljünk és írjunk magyarul! (Mosonmagyaróvár, 1974)
- Beszédtechnikai ismeretek műszaki előadások tartásához (Budapest, 1975, 1977, 1984)
- Az előadásmód és a beszédtechnika szerepe a munka- és üzemszervezésben. Dolgozz hibátlanul munkarendszer (Budapest, 1976)
- A szónoklás gyakorlati tudnivalói (Budapest, 1978)
- A lámpaláz leküzdése (Budapest, 1979, 1980, 1984)
- A szónoklás gyakorlati tudnivalói. Teológiai jegyzet (Tiszabábolna, 1987)

## Díjai
- Színházi Élet "Epizóddíja" (1933)